# Vorwahlen zur Präsidentschaftswahl in Uruguay 1999
Die Vorwahlen zur Präsidentschaftswahl in Uruguay 1999 wurden von den Parteien in Uruguay durchgeführt, um landesweite Kandidaten für die Wahlen in Uruguay 1999 zu bestimmen.
Sie fanden am Sonntag, dem 25. April 2004 statt. Bei jeder Partei handelte es sich um landesweite Wahlen, bei denen Delegierte gewählt wurden, die dann über den Kandidaten an einem nationalen Parteitag entscheidet haben.
Diese Vorwahlen waren auch für die Kandidaten für die Kommunalwahlen 2000 entscheidend.

## Kandidaten

### Partido Colorado
- Jorge Batlle (Sieger)
- Luis Hierro López
- Víctor Vaillant
- Federico Bouza
- Carlos Cabrera

### Frente Amplio
- Tabaré Vázquez (Sieger)
- Danilo Astori

### Partido Nacional
- Luis Alberto Lacalle Herrera (Sieger)
- Juan Andrés Ramírez
- Alberto Volonté
- Álvaro Ramos
- Alem García

### Nuevo Espacio
- Rafael Michelini

### Unión Cívica
- Luis Pieri (Sieger)
- Aldo Lamorte

### Partido de los Trabajadores
- Rafael Fernández Rodríguez

### Partido de la Buena Voluntad
- Belarmino Pintos